# Thuidium algarvicum
Thuidium algarvicum là một loài rêu trong họ Thuidiaceae. Loài này được (Schimp.) Kindb. mô tả khoa học đầu tiên năm 1897.